# Liryka

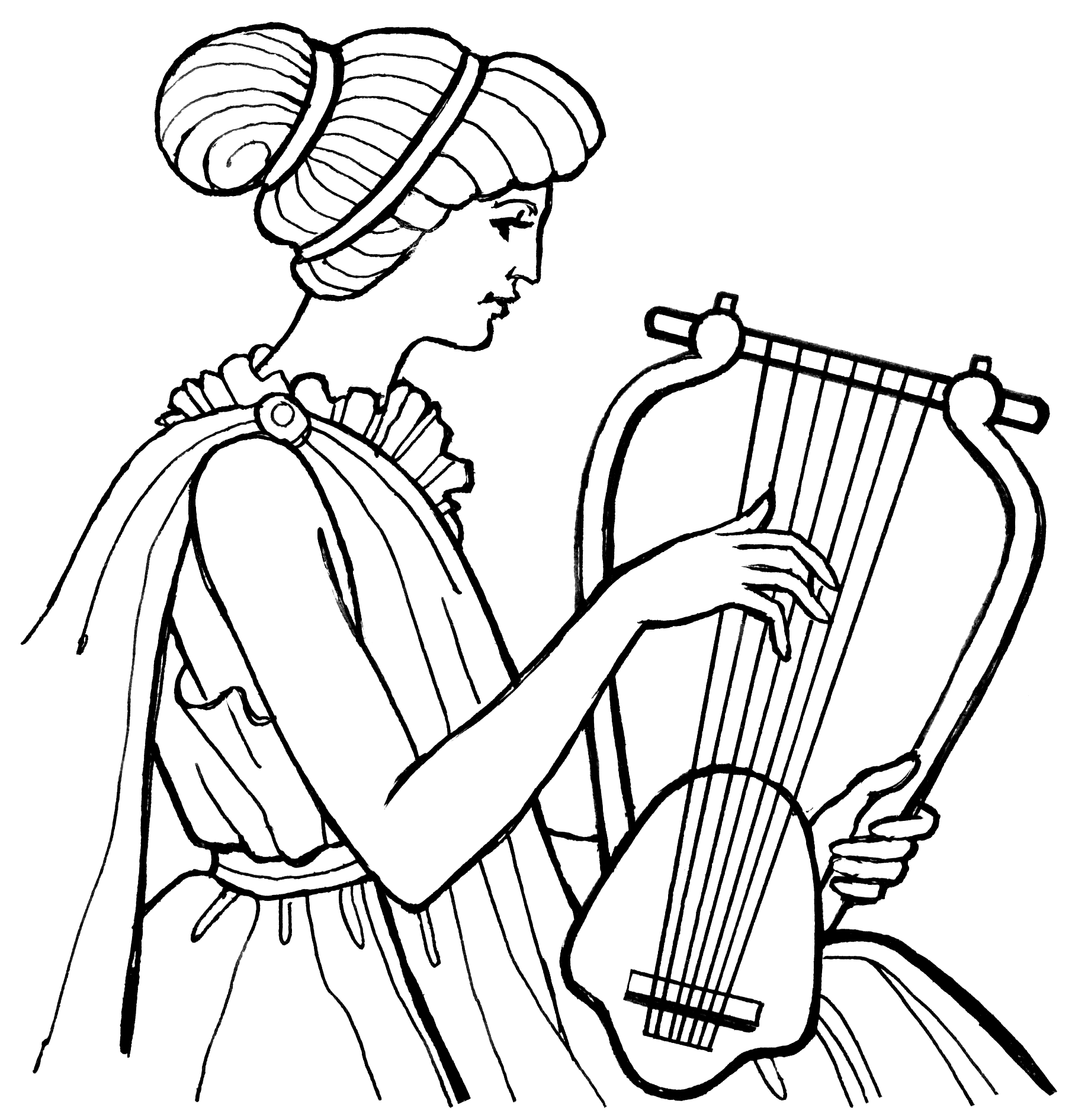
Nazwa liryka pochodzi od starożytnego instrumentu muzycznego – liry

Liryka (gr. λυρικóς lyrikós „odnoszący się do liry”) – jeden z trzech rodzajów literackich, obok dramatu i epiki.
Obejmuje utwory, których głównym przedmiotem przedstawienia są przeżycia wewnętrzne, przekazywane za pośrednictwem wypowiedzi monologicznej (rzadziej dialogu), odznaczającej się subiektywizmem, podporządkowanej funkcji ekspresywnej oraz funkcji poetyckiej języka. Centralnym elementem utworu lirycznego jest tzw. podmiot liryczny. Niezależnie od gatunku język liryki oznacza się (w porównaniu z dramatem i epiką) wysokim zmetaforyzowaniem.
Jej nazwa wywodzi się od nazwy starogreckiego instrumentu muzycznego – liry. Przy jej wtórze antyczni poeci śpiewali swoje pieśni.

## Gatunki liryki
Większość takich europejskich gatunków lirycznych wywodzi się ze starożytności – z poezji helleńskiej lub rzymskiej, niektóre także ze Starego Testamentu. W średniowieczu gatunki liryczne powstawały głównie w kręgu liryki dworskiej (np. włoska canzona). Poeci renesansowi skupili się na kontynuowaniu gatunków antycznych, dlatego innowacje przyniósł dopiero barok – wtedy upowszechnił się sonet. Podobnie wyglądała sytuacja w dwóch następnych epokach – oświecenie to powrót do poezji klasycznej, a romantyzm – innowacje. W romantyzmie powstały m.in. poematy liryczny i dygresyjny oraz ballada.
- anakreontyk
- ballada
- canzona
- duma
- dytyramb
- elegia
- epicedium
- epigramat
- epitafium
- epitalamium
- fraszka
- hymn
- limeryk
- madrygał
- oda
- epinikion
- pieśń
- niektóre rodzaje poematu
- psalm
- sielanka
- ekloga
- sonet
- tren
- triolet

Lista ta ogranicza się tylko do gatunków pochodzących z (szeroko pojętej) kultury europejskiej. W Europie popularne bywały jednak również gatunki pochodzące z innych kręgów kulturowych, jak np. popularne współcześnie japońskie haiku.

## Podział liryki

### Ze względu na sposób wypowiedzi podmiotu lirycznego
- bezpośrednia – bezpośrednio, wprost, w 1. os. lp., "ja" liryczne wyznaje swoje uczucia, przeżycia, myśli (np. elegia):
  - osobista – bezpośrednie wyznania podmiotu lirycznego prezentują rozważania na temat myśli, uczuć poety utożsamianego z podmiotem lirycznym
  - roli – podmiot liryczny wchodzi w rolę konkretnej postaci, często historycznej
  - maski – podmiot liryczny przyjmuje postać np.: rośliny, zwierzęcia, rzeczy, przypisując im np. swoje uczucia

- pośrednia – podmiot liryczny jest bardziej ukryty, nie wyznaje wprost, lecz wyraża swe myśli przez sytuacje, zdarzenia, opisy; utwory te mają charakter narracyjny lub dialogowy, stąd istnieje kilka odmian tego rodzaju liryki:
  - opisowa – uczucia podmiotu lirycznego wyrażone są przez opis np. krajobrazu, przedmiotu
  - sytuacyjna (narracyjna) – w formie wypowiedzi dialogowych i narracyjnych podmiot liryczny prezentuje jakieś zdarzenie (sytuację), w którym nie brał udziału; oprócz podmiotu lirycznego pojawia się bohater liryczny

- podmiotu zbiorowego – podmiot liryczny to tzw. "my" liryczne – grupa wypowiadająca się w utworze, prezentująca swój zbiorowy pogląd, myśli (np. hymny)

- zwrotu do adresata (inaczej inwokacyjna) – podmiot liryczny jest wyraźnie obecny, ale swe myśli kieruje do konkretnego adresata (człowieka, grupy ludzi, przedmiotu, zjawiska, abstrakcyjnego pojęcia). Zazwyczaj utwory w stylu podniosłym (np. oda, list poetycki)

### Ze względu na typy wyrażanych przeżyć (tematyka)
- miłosna – tematem utworów jest miłość, jej oblicza, formy
- refleksyjno-filozoficzna – rozważanie pojęć, uczuć w uogólniający sposób
- patriotyczno-obywatelska – naród, ojczyzna i cała sfera zagadnień z tym związanych
- agitacyjno-polityczna – teksty w formie manifestów nawołujących do popierania jakiejś idei lub czynu wielkiej rangi
- funeralna (z łac. funerāre – "uroczyście pochować, pogrzebać zmarłego") – upamiętnia zmarłą osobę, wyraża żal po jej śmierci
- religijna – odwołująca się do religii (np. Bogurodzica)
- autotematyczna – liryka, której przedmiotem jest refleksja nad rolą poety i istotą poezji (np. Muza Jana Kochanowskiego)
- refleksyjno-zasadnicza (np. przemyślenia i zasady nadane jakiemuś prawu)
- apelu – podmiot liryczny kieruje wypowiedź do określonego adresata zamiarem wywarcia wpływu na jego postawę i poglądy